# De första åren
De första åren är en samlingsbox av Agnetha Fältskog, utgiven 2004. Den består av hennes inspelningar från åren 1967–1979, förlagda på sex CD-skivor, Agnethas fem album på Cupol plus en sjätte CD innehållande singelrariteter, B-sidor samt tidigare kommersiellt outgivet material.

## Låtlista

### CD 1: Agnetha Fältskog (1968)
1. Jag var så kär    3:18
2. Jag har förlorat dej    3:25
3. Utan dej mitt liv går vidare    2:47
4. Allting har förändrat sej    3:10
5. Försonade    2:57
6. Slutet gott allting gott    1:43
7. Tack Sverige    3:00
8. En sommar med dej    3:20
9. Snövit och de sju dvärgarna    3:07
10. Min farbror Jonathan    2:31
11. Följ med mig    1:35
12. Den jag väntat på    2:24

### CD 2: Agnetha Fältskog Vol. 2 (1969)
1. Fram för svenska sommaren    2:26
2. Lek med dina dockor    2:15
3. Ge dej till tåls    2:25
4. Skål kära vän    2:05
5. Glöm honom    2:15
6. En gång fanns bara vi två    2:41
7. Hjärtats kronprins    2:35
8. Det handlar om kärlek    2:26
9. Som en vind kom du till mig    3:24
10. Agnetha – Señor Gonzales    2:28
11. Zigenarvän    2:54
12. Tag min hand låt oss bli vänner    2:14

### CD 3: Som jag är (1970)
1. Som ett eko   3:09
2. När jag var fem    3:08
3. En sång och en saga    3:35
4. Tänk va' skönt    3:21
5. Ta det bara med ro    2:10
6. Om tårar vore guld   3:27
7. Hjärtats saga    2:18
8. Spela vår sång    2:18
9. Så här börjar kärlek (duett med Björn Ulvaeus)    2:31
10. Du ska minnas mig    3:11
11. Jag ska göra allt    3:46
12. Sov gott min lilla vän    2:44

### CD 4: När en vacker tanke blir en sång (1971)
1. Många gånger än    2:35
2. Jag vill att du skall bli lyckig    3:05
3. Kungens vaktparad    2:40
4. Mitt sommarland    2:23
5. Nya ord    2:13
6. Jag skall inte fälla några tårar    1:59
7. Då finns du hos mig    2:30
8. Han lämnar mig för att komma till dig    3:03
9. Kanske var min kind lite het    3:07
10. Sången föder dig tillbaka    3:13
11. Tågen kan gå igen    3:06
12. Dröm är dröm, och saga saga    3:25

### CD 5: Elva kvinnor i ett hus (1975)
1. S.O.S.    3:23
2. En egen trädgård    2:35
3. Tack för en underbar, vanlig dag    2:39
4. Gulleplutt    2:56
5. Är du som han?    2:50
6. Och han väntar på mej    3:03
7. Doktorn!    2:51
8. Mina ögon    3:04
9. Dom har glömt    3:49
10. Var det med dej?    3:39
11. Visa i åttonde månaden    3:57

### CD 6 Singlar och andra sidor (Bonus-cd)
1. När du tar mej i din famn  (A. Fältskog/Ingela "Pling" Forsman) 4:07
2. Tio mil kvar till Korpilombolo  (A. Fältskog/B.Ulvaeus/P.Himmelstrand) 3:00
3. Vart ska min kärlek föra  (Andrew Lloyd Webber/Tim Rice/Britt G Hallqvist) 3:20
4. En sång om sorg och glädje  (Mario Chepstone/Giosy Capuano/Mike Shepstone/S. Anderson) 3:45
5. Någonting händer med mej  (Alan Moorehouse/Bo-Göran Edling) (Duett med Jörgen Edman) 2:35
6. Litet solskenbarn (Peter Howlett Smith/Karl Gerhard Lundkvist) (B-sida på 'Om tårar vore guld') 3:10
7. Så glad som dina ögon (A. Fältskog/Kenneth Gärdestad) (B-sida på 'Tio mil kvar till Korpilombolo') 3:00
8. Nu ska du bli stilla  (Andrew Lloyd Webber/Tim Rice/Britt G Hallqvist) 3:48
9. Sjung denna sång  (Sonny Bono/Charles Greene/Brian Stone/A. Fältskog) (Duett med Jörgen Edman) 2:40
10. Vi har hunnit fram till refängen (Neil Sedaka/Howard Greenfield/S. Anderson) 4:06
11. Here For Your Love  (A. Fältskog/Bosse Carlgren) 2:54
12. Golliwog  (A. Fältskog/Bosse Carlgren) 2:55
13. The Queen Of Hearts  (A. Fältskog/Ingela "Pling" Forsman) 3:20
14. Det var såhär det började  (intervjuer och radioinslag)  4:58
15. Borsta tandtrollen bort  1:52

### Fotnoter
1. ↑  Anders Björkman (21 december 2004). ”Agnetha Fältskog: "De första åren 1967-1979"” (på svenska). Expressen. https://www.expressen.se/noje/recensioner/musik/agnetha-faltskog-de-forsta-aren-1967-1979/. Läst 5 november 2017.